# Acollesis
Acollesis is een geslacht van vlinders van de familie spanners (Geometridae), uit de onderfamilie Geometrinae.

## Soorten
- A. fraudulenta Warren, 1898
- A. mimetica Prout, 1915
- A. oxychora Prout, 1930
- A. terminata Prout, 1912
- A. umbrata Warren, 1899